# Karl Pelnöcker

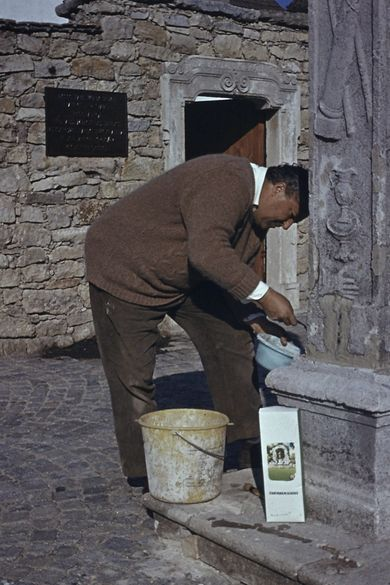
Architekt Karl Pelnöcker restauriert eine Säule auf dem Kirchenplatz in Sommerein 1965

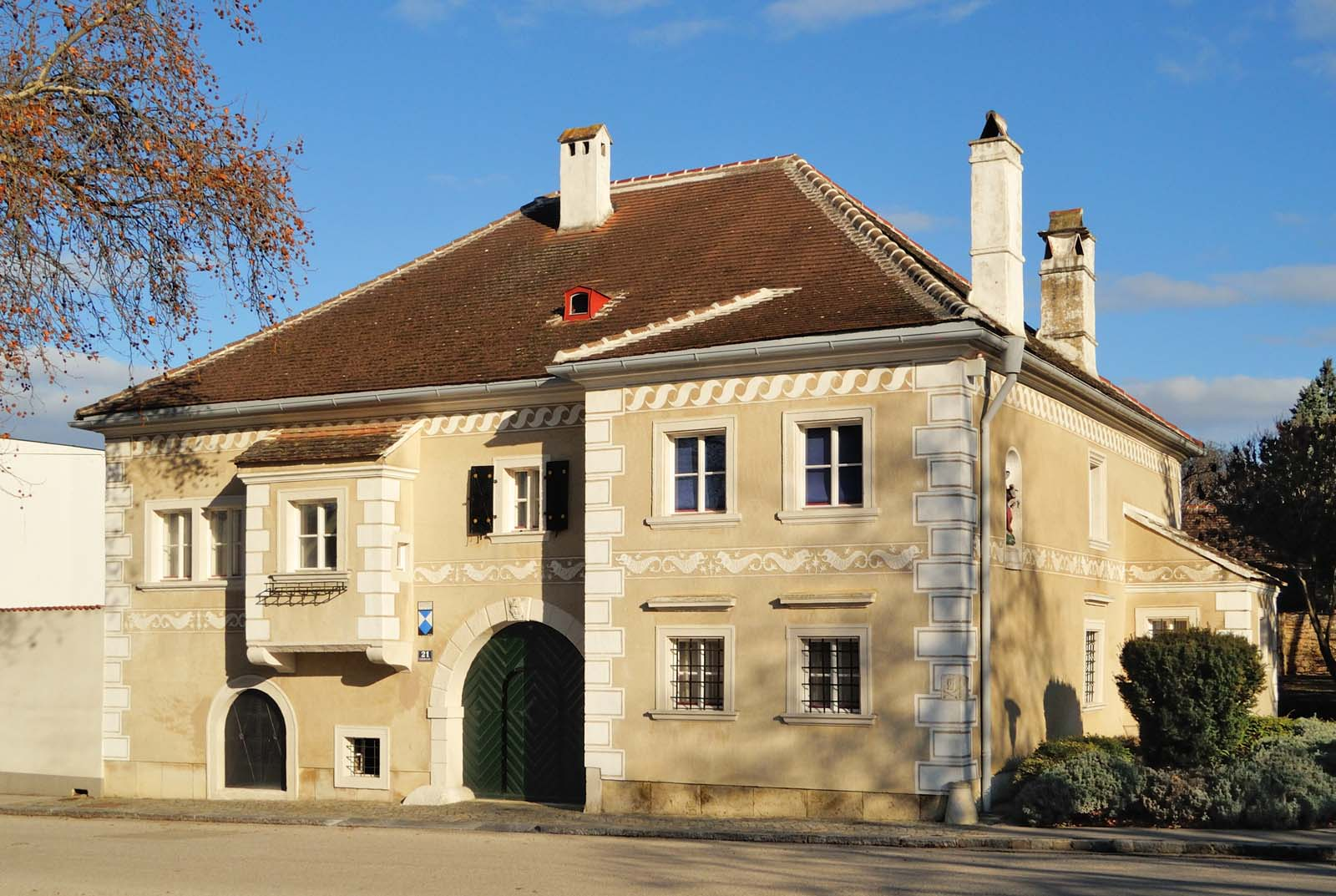
Hampel-Haus in Sommerein

Karl Pelnöcker (* 7. Dezember 1919 in Linz; † 27. Oktober 2002 in Eisenstadt) war ein österreichischer Architekt und niederösterreichischer Landesbeamter.

## Leben
Karl wurde als Sohn des Leopold und der Marie Pelnöcker, geborene Riedl, in Linz-Urfahr geboren und schloss 1938 die Realschule Linz, Fadingerstraße mit der Matura ab. Er wurde zum Wehrdienst in der 45. Infanterie-Division – Nachrichtenabteilung 65 eingezogen. Nach Einsatz beim Überfall auf Polen, im Frankreich und Russland wurde er Rekrutenausbildner in Znaim, wo er seine spätere Ehefrau Eva kennenlernte. Am 5. April 1945 wurde er in der Schlacht um Wien bei Biedermannsdorf verwundet.
Nach Kriegsende studierte er Architektur an der Technischen Hochschule Wien bei Karl Holey und Erich Boltenstern.

### Niederösterreichischer Landesdienst
Im Jahre 1950 trat Pelnöcker in den niederösterreichischen Landesdienst ein. Erste planerische Projekte bildeten das Erholungsheim für Landesbeamte am Erlaufsee und das Amtsgebäude der Bezirkshauptmannschaft
Horn. 1959 leitete er die Restaurierung und Adaptierung des
Haydn-Hauses in Rohrau zur Gedenkstätte. Mitte der 1950er Jahre plante die Newag/Niogas (Vorläuferin der EVN-Energieversorgung Niederösterreich) die Verlegung ihrer Unternehmenszentrale nach Niederösterreich. In Maria Enzersdorf bei Wien sollten Bürogebäude und Wohnungen für die Angestellten in einer „Gartenstadt Süd“ vereint werden. Für die niederösterreichische Raumplanungsabteilung legten Karl Pelnöcker, Walter Blaha und Wilhelm Körner 1959 ein Planungskonzept vor, das sich an den gewachsenen Strukturen der Umlandgemeinden orientierte und eine direkte Einbindung der Lokalbahn Wien–Baden vorsah. Die Bauherrin gab jedoch der rasterförmigen Satellitensiedlung nach dem Entwurf der Architekten Wilhelm Hubatsch, Franz Kiener und Gustav Peichl den Vorzug, nicht zuletzt, weil dabei dem Newag Bürogebäude in streng-axialer Ausrichtung auf eine zentrale Ladenstraße und die flankierenden Wohnblöcke gesteigerte Bedeutung zukam.

### Niederösterreichische Landesausstellungen
1962 gestaltete Pelnöcker die NÖ-Landesausstellung „Friedrich Gauermann und seine Zeit“ im Servitenkloster Gutenstein-Mariahilferberg gemeinsam mit Ernest Süss und Irmgard Grillmayer unter der Leitung von Rupert Feuchtmüller, 1963 folgte die NÖ-Landesausstellung „Paul Troger und die österreichische Barockkunst“ im renovierten Stift Altenburg, ebenfalls unter der wissenschaftlichen Leitung von Feuchtmüller.

### Sommerein
Anfang der 1960er Jahre führte ihn die Mitarbeit an der landwirtschaftlichen Kommassierung nach Sommerein, das nach der Umwandlung zum Truppenübungsplatz in den Jahren 1939 bis 1945 inzwischen wiederbesiedelt wurde. Pelnöcker erwarb das ruinöse barocke Hampel-Haus, das er in jahrelanger Arbeit restaurierte und eigenhändig mit Sgraffiti versah. Weitere Arbeiten in Kratzputztechnik an Sommereiner Wohnhäusern folgten.
1967 gründete er seine Familie.
Neben seiner Berufstätigkeit fungierte er bis zur Pensionierung als Obmann der Niederösterreichischen gemeinnützigen Bau- und Siedlungsgenossenschaft für Arbeiter und Angestellte.

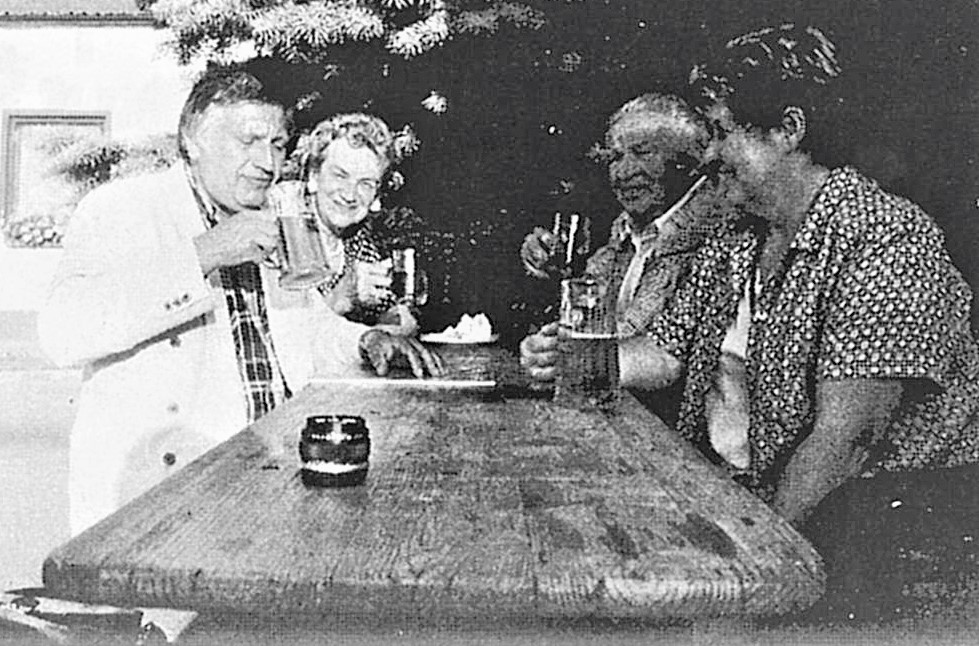
Europa-Symposium Kaisersteinbruch 1997, Eva und Karl Pelnöcker, davor Karl Tschank u. Frau Amelin
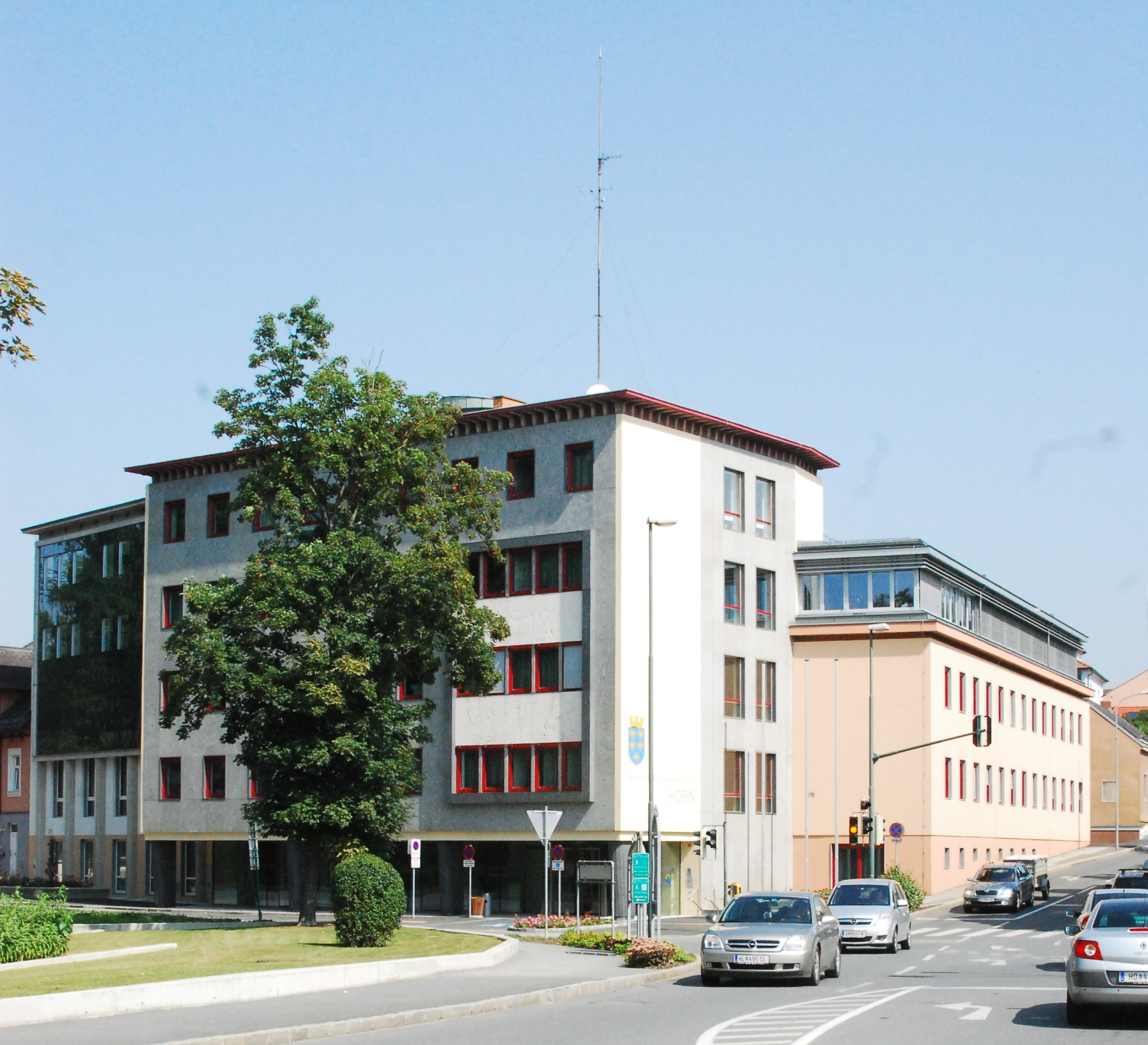
Bezirkshauptmannschaft Horn
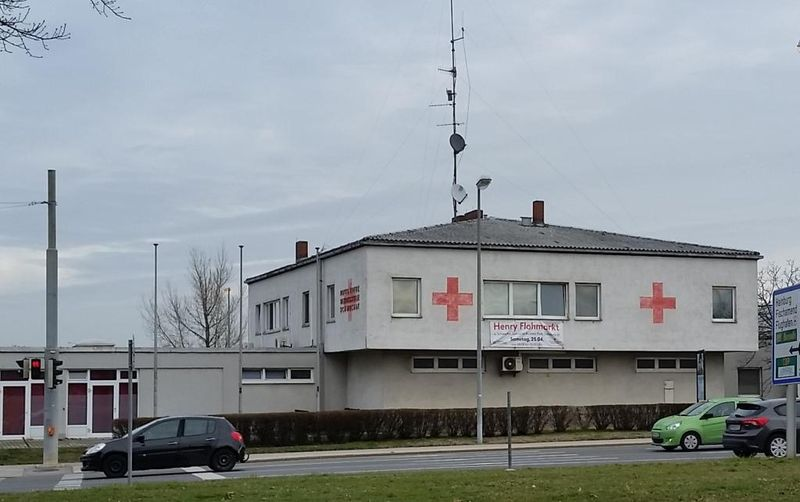
Rot-Kreuz Station in Schwechat

### Pensionierung
Nach zwölf Jahren als Leiter des Gebietsbauamtes I. folgte 1983 seine Pensionierung als Vortragender Hofrat. In den letzten Jahren galt sein Engagement der Erhaltung der Kleindenkmäler in Sommerein, die durch seine Initiative seitens der Marktgemeinde Sommerein 1998/99 restauriert wurden.
Gemeinsam mit seinem Sohn Ivo entwarf er 2000 die Heilig-Kreuz Kapelle auf dem neuen Sommereiner Friedhofsteil.

## Tod
Karl Pelnöcker starb am 27. Oktober 2002 im Krankenhaus Eisenstadt, in dem zwei Jahre zuvor, am 4. August 2000, bereits seine Ehefrau Eva mit 64 Jahren an Krebs verstorben war.

## Realisierungen

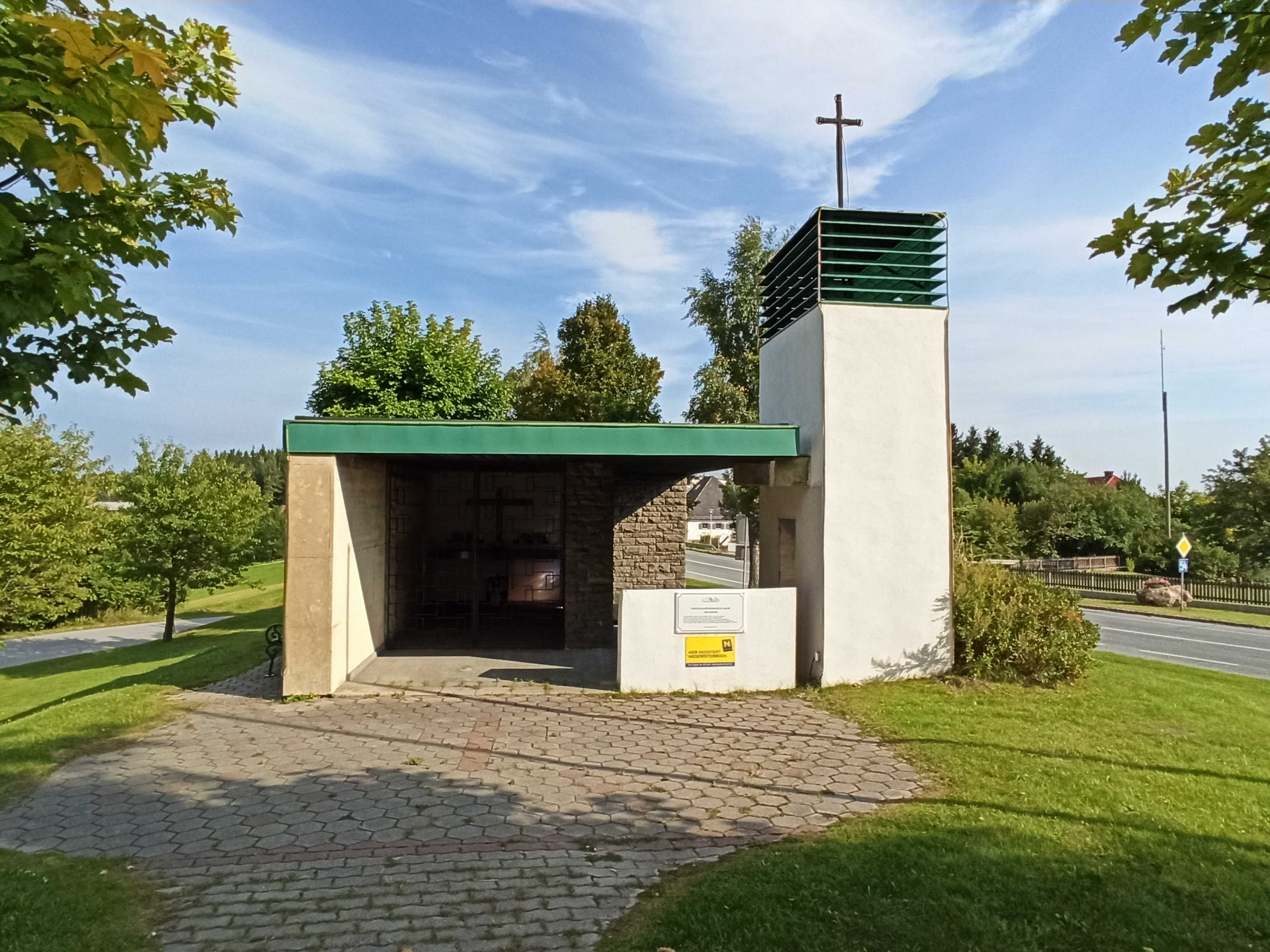
Staatsvertragsgedächtniskapelle Mönichkirchen

- Erholungsheim am Erlaufsee in Mitterbach (1955).
- Amtsgebäude der Bezirkshauptmannschaft in Horn (1958). Ausstattung Franz Simmlinger. (Denkmallisteneintrag) BDA wiederhergestellt
- Denkmal für die Opfer beider Weltkriege in Horn (1958).
- Staatsvertragsgedächtniskapelle Mönichkirchen hl. Leopold (1962), gemeinsam mit Ernest Süss.
- Rot-Kreuz Station in Schwechat (1963).
- Heilig-Kreuz Kapelle in Sommerein (2000), gemeinsam mit Sohn Ivo.

## Auszeichnungen
- Goldenes Komturkreuz des Ehrenzeichens für Verdienste um das Bundesland Niederösterreich, verliehen 1981
- Großes Silbernes Ehrenzeichen für Verdienste um die Republik Österreich, verliehen 1984
- Ernennung zum Ehrenbürger von Rohrau, 1959